# Ditadura conservadora
Ditadura conservadora é um tipo de ditadura onde a finalidade é defender o status quo dos perigos de uma mudança.Um exemplo são as várias ditaduras que ocorreram na América Latina nos anos 1960 e 1970.